# Wisemen
Wisemen ist ein Song des britischen Singer-Songwriters James Blunt und die zweite Singleauskopplung seines Debütalbums Back to Bedlam. Im März 2005 wurde die Single zum ersten Mal veröffentlicht, ehe sie im März 2006 wiederveröffentlicht wurde. Für den Text und die Musik waren James Blunt, Jimmy Hogarth sowie Sacha Skarbek verantwortlich. Auf den Erstveröffentlichungen befinden sich im 93 Feet East eingespielte Live-Versionen der Songs No Bravery und Billy. Eine Version der Wiederveröffentlichung enthält eine Live-Version von Out Of My Mind, aufgenommen während eines Konzerts in New York im November 2005.

## Besetzung
- James Blunt: Klassische Gitarre, Rhodes, Orgel, Gesang
- Jimmy Hogarth: Akustische Gitarre, Keyboard, Produktion
- Sacha Skarbek: Mid 8 Rhodes
- Amanda Ghost: Begleitgesang
- John Goodwin: E-Gitarre
- John Nau: Wurlitzer, Hammond-Orgel
- Sasha Krivstov: Bass
- Charlie Paxon: Schlagzeug
- Tom Rothrock: Produktion

## Kommerzieller Erfolg

### Chartplatzierungen
| ChartsChartplatzierungen     | Höchstplatzierung | Wochen |
| ---------------------------- | ----------------- | ------ |
| Deutschland (GfK)            | 40 (9 Wo.)        | 9      |
| Österreich (Ö3)              | 15 (16 Wo.)       | 16     |
| Schweiz (IFPI)               | 23 (25 Wo.)       | 25     |
| Vereinigtes Königreich (OCC) | 23 (31 Wo.)       | 31     |

### Auszeichnungen für Musikverkäufe
| Land/Region                  | Auszeichnungen für Musikverkäufe (Land/Region, Auszeichnung, Verkäufe) | Verkäufe |
| ---------------------------- | ---------------------------------------------------------------------- | -------- |
| Dänemark (IFPI)              | Gold                                                                   | 4.000    |
| Vereinigtes Königreich (BPI) | Gold                                                                   | 400.000  |
| Insgesamt                    | 2× Gold ·                                                              | 404.000  |

Hauptartikel: James Blunt/Auszeichnungen für Musikverkäufe